# Registry of Toxic Effects of Chemical Substances
Registry of Toxic Effects of Chemical Substances (RTECS), Rejestr toksycznych efektów substancji chemicznych – baza danych substancji toksykologicznych.
RTECS zawiera informacje nt. wywoływanych podrażnień, działania mutagennego, wpływu na potomstwo, karcynogenności, toksyczności ostrej, toksyczności przewlekłej. Podane są wartości LD50, LC50, TDLo, TCLo oraz wyniki badań na zwierzętach dostępne w literaturze naukowej. Każda substancja ma przypisany unikatowy numer w rejestrze.
Baza danych powstała w roku 1970 na podstawie amerykańskiej Ustawy o Bezpieczeństwie i Higienie Pracy (Occupational Safety and Health Act). Pierwsza publikacja rejestru ukazała się w 1971 roku. Do roku 2001 baza była prowadzona przez National Institute for Occupational Safety and Health (NIOSH) i była darmowa. W roku 2001 bazę przejęła prywatna firma Elsevier MDL i wprowadziła odpłatność za dostęp.
Obecnie bazą zarządza firma Accelrys i jest ona dostępna na drodze subskrypcji w angielskiej, francuskiej i hiszpańskiej wersji językowej. W roku 2011 zawierała dane ok. 170 tys. związków, a co roku przybywa ok. 2 tys. wpisów.